# تقرير اللجنة المعنية بعمليات الأمم المتحدة لحفظ السلام
يُطلق على تقرير اللجنة المعنية بعمليات السلام التابعة للأمم المتحدة (2000) اسم تقرير الإبراهيمي، الذي سمي على اسم رئيس اللجنة التي أنتجه، الأخضر الإبراهيمي. كان الأمين العام كوفي عنان قد دعا إلى اجتماع اللجنة في 7 مارس 2000، قبل قمة الألفية القادمة، وكلفها بإجراء مراجعة شاملة لأنشطة السلام والأمن التابعة للأمم المتحدة والتوصية بالتحسينات. نُشر التقرير في 17 أغسطس 2000. وفي رسالتين متطابقتين مؤرختين 21 أغسطس 2000 تحيلان التقرير إلى رئيسي الجمعية العامة للأمم المتحدة ومجلس الأمن الدولي، وصف عنان توصيات اللجنة بأنها «ضرورية لجعل الأمم المتحدة ذات مصداقية حقيقية كقوة من أجل السلام».
وأشار التقرير إلى أن الدول الأعضاء في الأمم المتحدة لم تقم بعد بتشكيل جيش دائم للأمم المتحدة أو قوة شرطة دائمة تابعة للأمم المتحدة. ونتيجة لذلك، استندت عمليات السلام التابعة للأمم المتحدة إلى تحالفات مخصصة للدول الراغبة. تناول التقرير العديد من الاختلالات الناتجة عن عمليات الأمم المتحدة للسلام والأمن، بما في ذلك عدم التزام الدول الأعضاء بتوفير الأفراد والموارد الدائمة لعمليات السلام، ولا سيما عدم قدرتها على تنفيذ مهمتها بسبب الافتقار إلى جمع معلومات عالمي مناسب والقدرة على المعالجة والتحليل. بالاقتران مع خدمة اللواء باتريك كاميرت من مشاة البحرية الملكية الهولندية، وإصدار أول كتاب عن استخبارات حفظ السلام، والذي عُرض في مقر الأمم المتحدة، دفع تقرير الإبراهيمي الأمم المتحدة إلى التركيز بشكل أكبر على «الاستخبارات».
تبنى مجلس الأمن التابع للأمم المتحدة عدة أحكام تتعلق بحفظ السلام بعد التقرير، في القرار 1327 (2000).

## نظرة عامة على تقرير الإبراهيمي
1. تعزيز النشر السريع لعمليات حفظ السلام؛
2. تعزيز العلاقة مع الدول الأعضاء والهيئات التشريعية؛
3. إصلاح الثقافة الإدارية لعمليات حفظ السلام؛
4. إصلاح علاقة عمليات حفظ السلام بالبعثات الميدانية؛
5. تعزيز العلاقات مع هيئات الأمم المتحدة الأخرى؛
6. التخطيط الاستراتيجي طويل المدى / قصير المدى؛
7. يجب أن تكون بعثات الأمم المتحدة مرنة؛
8. معايير النشر السريع والخبرة «عند الطلب» (نشر القوات من 6 إلى 12 أسبوعاً)؛
9. تعزيز قدرة المقر على تخطيط ودعم عمليات السلام.

## روابط خارجية
- تقرير الإبراهيمي